# Caméra Mitchell
Pour les articles homonymes, voir Mitchell.
La Mitchell est une caméra de cinéma professionnelle à pellicule argentique fabriquée à Los Angeles à partir de 1919, qui fut l’appareil de prise de vues cinématographique de base des studios de cinéma américains et fut diffusée également en Europe, jusqu’à l'arrêt de sa production à la fin des années 1970. 

## Histoire

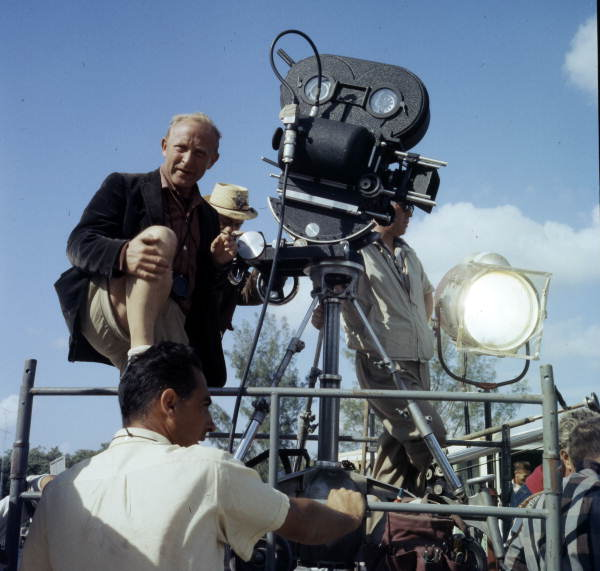
Une Mitchell BNC en action sur le tournage de La Forêt interdite en 1958.

En 1917, Henry Boeger et George Alfred Mitchell créent la société Mitchell Camera Corporation et lancent les premières caméras de cinéma Mitchell A et B au format 35 mm, qui ressemblent à la Bell & Howell 2709, la meilleure caméra de l’époque, qu’elles n’arrivent pourtant pas à concurrencer. L’usine qui les produit est installée à Hollywood dans les années 1920-30.

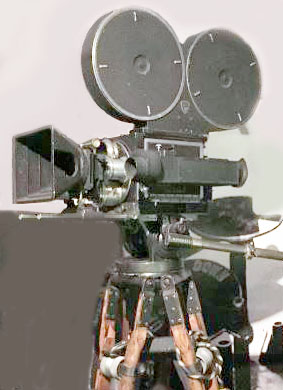
Caméra Mitchell NC (1935).

La Mitchell est l’objet de plusieurs aménagements et perfectionnements. La société évite la faillite durant le krach de 1929, car le producteur William Fox la rachète, le cinéma étant l’un des rares domaines épargnés par la crise économique, un spectacle au contraire développé par la dépression morale générale. Un nouveau modèle est mis sur le marché, la Mitchell NC (Newsreel Camera). Cette machine qui comprend une tourelle à 4 objectifs, est équipée d’un obturateur variable (le temps de pose peut être modifié en fonction du sujet filmé, plus ou moins rapide), et d’un système d’entraînement du film particulièrement précis, à quatre griffes par photogramme et un jeu de deux contre-griffes qui immobilisent la pellicule pendant l’exposition de l’image (tandis que les quatre griffes se remettent en position). Mais ce qui lui permet de détrôner la 2709, c’est son équipement de double visée. Le viseur latéral à correction de parallaxe permet au cadreur de contrôler le cadrage de ses plans sans effort, le tube de visée étant large et très lumineux, ce qui est pratique et confortable durant la prise de vues. Le point crucial est un mécanisme ingénieux, disposé à l’intérieur de la caméra, mais facilement manipulable de l’extérieur à l’aide d’une simple poignée, que l’on peut positionner à la place de la pellicule avant de tourner, et qui autorise le cadreur à viser directement à travers la fenêtre de cadrage du film. Cette seconde opération assure un cadrage plus exact et surtout une mise au point parfaite de l’objectif. Ce travail fait, la poignée ramène tout aussi facilement le film à sa place pour effectuer la prise de vues même. Sa concurrente, la 2709, présente la même possibilité de visée interne, mais qui demande une manipulation fastidieuse.

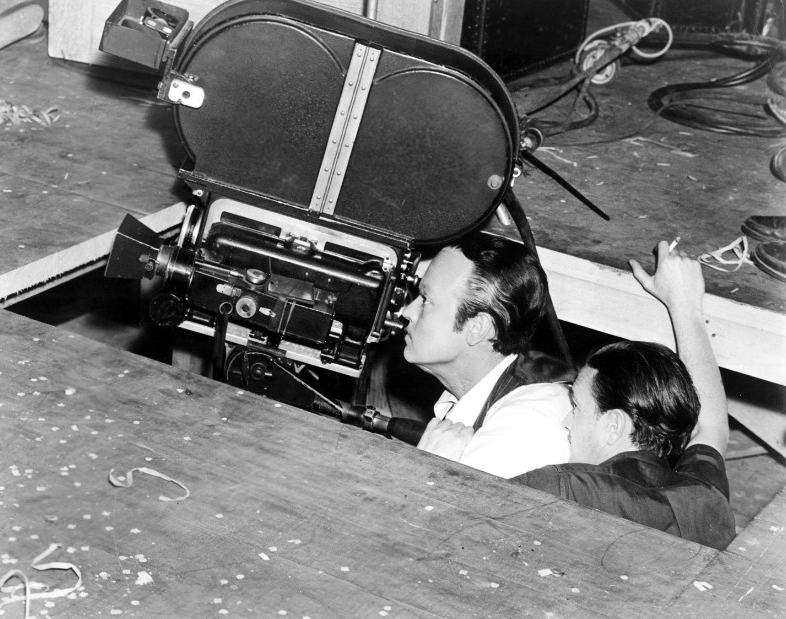
Orson Welles et son directeur de la photographie Gregg Toland discutent d’un cadrage en forte contre-plongée pour le film Citizen Kane (1940).

Le fonctionnement de cette Mitchell NC est assez peu bruyant, mais son niveau sonore est suffisant pour être perçu par un micro. Quand arrive le cinéma sonore, les studios sont obligés de bricoler des systèmes d’insonorisation des différentes caméras ; elles sont d’abord enfermées dans des cabines vitrées qui ont l’inconvénient de les immobiliser. On les recouvre alors de sortes de matelas à coque métallique, encombrants et nécessitant d’être enlevés pour manipuler certains organes de l’appareil. Ainsi équipée, la Mitchell NC pèse un peu plus de 50 kg. 

Un autre modèle est mis au point, la Mitchell BNC (Blimped Newsreel Camera), transformé spécialement pour permettre la prise de vues sonore sans équipement supplémentaire, mais elle pèse quand même quelque 80 kg. La tourelle à quatre objectifs est supprimée, car elle a l’inconvénient de conduire à l’extérieur le bruit du mécanisme. La BNC est achetée en plusieurs exemplaires par les deux plus importants producteurs d’Hollywood, Samuel Goldwyn et Albert Warner, ce qui assied son succès planétaire. La fabrication est alors déplacée dans les années 1940 à Glendale (Californie) et fournit au cinéma quelque 700 exemplaires. Un modèle utilisant la pellicule au format 65 mm (le format est bien de 65 mm en prise de vues pour des projections en 70 mm avec l'ajout des pistes sonores) voit le jour en 1929 sous l’appellation Fox Grandeur, sans succès. Des contrefaçons des Mitchell NC et BNC apparaissent en URSS. 

Au début des années 1950, une Mitchell au format 65 mm, équipée d’un objectif anamorphique de l’American Optical Company est à la base des caméras Todd AO, un procédé d’écran large lancé par le producteur Michael Todd. Il existe une version Mitchell au format 16 mm. L’une des premières sitcoms télévisées américaines, la célèbre I love Lucy (180 épisodes en noir et blanc), est tournée dans les mêmes années à l’aide de trois Mitchell BNC filmant en même temps. 
 La production des caméras Mitchell BNC s’achève dans les dernières années 1970, d’autres appareils (plus légers) s’étant imposés à sa place (notamment la caméra Arriflex allemande).